# Ami Sawaya
Ami Sawaya (jap. 沢谷 亜海, Sawaya Ami; * 14. September 1999  in Yoichi) ist eine ehemalige japanische Nordische Kombiniererin.

## Werdegang
Sawaya, die für den Sapporo Nordic Ski Club startet, gab am Youth-Cup-Wochenende des 6. und 7. Februars 2016 in Trondheim ihr internationales Debüt und belegte dabei die Ränge vier und fünf. Bei den erstmals ausgetragenen japanischen Meisterschaften im März 2018 wurde Sawaya mit der zweitbesten Laufzeit Achte. Am 25. Januar 2020 debütierte Sawaya im norwegischen Rena im Continental Cup, der damals letztmals die höchste Wettkampfserie der Frauen darstellte. Sawaya lag mit der schwächsten Sprungleistung bereits mehr als dreieinhalb Minuten hinter der Führenden, sodass sie sich mit der besten Laufzeit aller Teilnehmerinnen nur noch um wenige Plätze verbessern konnte und schließlich den 20. Rang belegte. In der Saison 2020/21 kam Sawaya international nicht zum Einsatz, gewann jedoch bei den japanischen Meisterschaften in Sapporo ihren ersten Meistertitel. Am 3. Dezember 2021 debütierte Sawaya in Lillehammer im Weltcup und belegte dabei den 23. Platz. Ihr letztes Weltcup-Rennen bestritt sie am 8. Januar 2022 in Val di Fiemme, als sie den Massenstart auf Rang 18 abschloss. Im März 2022 wurde sie erneut japanische Meisterin. Im Frühjahr 2023 beendete sie ihre Karriere.

## Privates
Sawaya besuchte die Yoichi Benishi High School.

## Statistik

### Weltcup-Platzierungen
| Saison  | Platz | Punkte |
| ------- | ----- | ------ |
| 2021/22 | 24.   | 045    |

### Continental-Cup-Platzierungen
| Saison  | Platz | Punkte |
| ------- | ----- | ------ |
| 2019/20 | 43.   | 11     |